# Le Canard au ballon

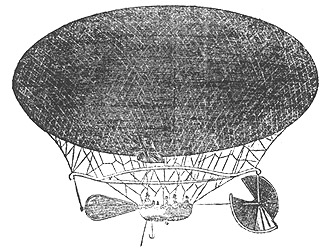
Illustration du Victoria accompagnant l'article de journal.

Le Canard au ballon (The Balloon-Hoax) est le titre d'un article de journal écrit par Edgar Allan Poe et publié en avril 1844. Il racontait la traversée de l'Atlantique en montgolfière en seulement trois jours par Monck Mason (en). On révéla plus tard que c'était un canular.

## Résumé
L'histoire désormais connue sous le nom de Canard au ballon fut d'abord publiée dans The Sun, un journal de New York dont le gros titre était :
ÉTONNANTES NOUVELLES
PAR EXPRES, VIA NORFOLK :
L’ATLANTIQUE TRAVERSÉ
EN TROIS JOURS !
TRIOMPHE SIGNALE DE
LA MACHINE VOLANTE DE
M. MONCK MASON !!!
L'article donne un compte rendu détaillé et plausible d'un voyage en dirigeable par le célèbre aéronaute Monck Mason qui traversa l'océan Atlantique en 65 heures. Un diagramme et des documentations sur l'embarcation ont été également fournis.
Poe aurait pu être inspiré (du moins en partie) par un canular journalistique précédent intitulé the « Great Moon Hoax » et publié dans ce même journal en 1835. L'auteur de ce canular, Richard Adams Locke était l'éditeur de Poe à l'époque où le canard en ballon a été publié.
Poe s'était plaint pendant une dizaine d'années que le  « Great Moon Hoax » avait plagié (par l'intermédiaire de Locke) une histoire de Poe qui n'eut que peu de succès : Aventure sans pareille d'un certain Hans Pfaall.
Poe sentit que The Sun avait fait des profits immenses à partir de son histoire sans lui donner un centime (la colère de Poe envers The Sun fut matière à une chronique de Matthew Goodman intitulée The Sun and the Moon).